# William Franklin Strowd

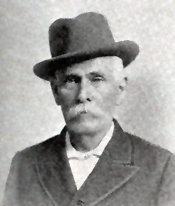
William Franklin Strowd (1896)

William Franklin Strowd (* 7. Dezember 1832 bei Chapel Hill, North Carolina; † 12. Dezember 1911 ebenda) war ein US-amerikanischer Politiker. Zwischen 1895 und 1899 vertrat er den Bundesstaat North Carolina im US-Repräsentantenhaus.

## Werdegang
William Strowd besuchte die öffentlichen Schulen seiner Heimat und danach die Bingham Private School in Melbane. Anschließend absolvierte er die High Hill Academy und das Graham Institute. Nach seiner Schulzeit arbeitete Strowd als Farmer. Während des Bürgerkrieges diente er als Soldat im Heer der Konföderation. Nach dem Krieg begann er auch eine politische Laufbahn.
Im Jahr 1875 war Strowd Delegierter auf einer Versammlung zur Überarbeitung der Verfassung von North Carolina. Er schloss sich der Populist Party an und kandidierte im Jahr 1892 noch erfolglos für den Kongress. Bei den Wahlen des Jahres 1894 wurde er im vierten Wahlbezirk von North Carolina in das US-Repräsentantenhaus in Washington, D.C. gewählt, wo er am 4. März 1895 die Nachfolge von Benjamin H. Bunn antrat. Nach einer Wiederwahl konnte er bis zum 3. März 1899 zwei Legislaturperioden im Kongress absolvieren. In diese Zeit fiel der Spanisch-Amerikanische Krieg.
1898 verzichtete William Strowd auf eine weitere Kandidatur. In den folgenden Jahren zog er sich aus der Politik zurück. Er starb am 12. Dezember 1911 in seiner Heimatstadt Chapel Hill.